# 野口英一 (実業家)
野口 英一（のぐち えいいち、1962年10月14日-）は日本の実業家、山日YBSグループ代表。

## 経歴
山梨県立甲府西高等学校、慶應義塾大学経済学部を経て1989年（平成元年）に静岡新聞へ入社。1992年（平成4年）に山梨日日新聞の総務局長を経て1995年（平成7年）に山梨放送の代表取締役社長に就任、1997年（平成9年）に山梨日日新聞の取締役社長を兼任する。
2000年（平成12年）に発生したヴァンフォーレ甲府経営危機問題の際、筆頭株主であった山日YBSグループ内でも解散やむなしの声が挙がる中、当時のチェアマンから懇願され運営会社の社長を山梨日日新聞から出向させた。
2007年（平成19年）に発覚した記事・社説盗用問題の責任を取り山梨日日新聞の社長を辞任するも、2009年（平成21年）の時点で社長に復帰している。

## 野口家
英一の曽祖父である野口英夫は阿波国（徳島県）出身であり、中村正直の門下生を経て1879年（明治12年）に主筆、翌1880年（明治13年）に社長となり、以降野口家が山梨日日新聞や山梨放送をはじめとする山日YBSグループの経営権を握っており、歴代の会長及び社長は野口家から輩出している。山梨日日新聞の創業家は野口家ではなく甲府の書籍商であった内藤伝右衛門であり、1872年（明治5年）に「峡中新聞」として創刊したものの大小切騒動によって発刊不能となり、1876年（明治9年）に社内改革を実施した際に内藤は経営権を手放している。英夫の子であり、英一の祖父である野口二郎によって山梨県内の新聞の一本化が図られ、1969年（昭和44年）2月21日に山梨時事新聞を買収してことで完了した。また1954年（昭和29年）に山梨放送が開設され、さらに印刷会社や広告代理店、旅行会社など関連企業を設立していき、山日YBSグループとして統括するようになった。 
英一の父英史が設立したNNS(日本ネットワークサービス、通称甲府CATV)が英史の死後別会社になっていたものを2006年に買い戻し、現在は山日YBSグループに復帰している。
静新SBSグループのオーナーである大石家とは英一の母が大石光之助の二女という姻戚関係にあたり、英一も当初は静新SBSグループ系列の静岡新聞に勤務している。
1977年（昭和52年）より山梨県出身者で文化や体育などに残した業績を顕彰する野口賞が制定されている。